# 景东文庙
景东文庙，即景东直隶厅文庙，位于云南省普洱市景东县锦屏镇玉屏路111号，始建于明正统七年（1442年），后多次迁建、重修。现存照壁、泮池、钟鼓楼、棂星门、大成门、大成殿、两庑。景东文庙坐西向东，布局为右庙左学。大成殿五开间，单檐歇山顶建筑。2013年3月5日公布为第七批全国重点文物保护单位。